# جون ديفيز (لاعب اتحاد الرغبي)
جون ديفيز (بالإنجليزية: John Davies)‏ هو لاعب اتحاد الرغبي بريطاني، ولد في 1 فبراير 1969 في كارديغان ‏ في المملكة المتحدة.